# Neunkirchen (Baixa Áustria)
Neunkirchen é um município da Áustria localizado no distrito de Neunkirchen, no estado de Baixa Áustria.